# Précy-le-Sec
Précy-le-Sec este o comună în departamentul Yonne, Franța. În 2009 avea o populație de 287 de locuitori.

## Evoluția populației
| An        | 1975 | 1982 | 1990 | 1999 | 2006 | 2009 |
| --------- | ---- | ---- | ---- | ---- | ---- | ---- |
| Populație | 194  | 192  | 216  | 238  | 284  | 287  |